# Scuola di Musica di Fiesole
La Scuola di Musica di Fiesole è un'istituzione didattica musicale fondata da Piero Farulli nel 1974 con sede a Villa La Torraccia a San Domenico di Fiesole.

## La fondazione

### Clima culturale
La scuola nasce dalla particolare reazione italiana alla cultura musicale del secondo dopoguerra, dominata dall'ideologia di Theodor Adorno e dei Corsi estivi di Darmstadt, improntata verso un modernismo estremo e risultante in un crescente elitarismo che sfociava in un dichiarato disinteresse per le esigenze del pubblico. Già dall'Ottocento turbata dalle decisioni didattiche di Francesco De Sanctis e Benedetto Croce, che relegarono musica e arte al di fuori delle istituzioni scolastiche, nei circuiti conchiusi delle Accademie e dei Conservatori, la musica italiana degli anni '40 e '50 cominciò a reagire in modi per certi versi opposti alle soluzioni adorniane, e sposò sì il modernismo ma non la componente elitaria e indifferente al pubblico. Intellettuali e musicisti come Piero Farulli, Massimo Mila, Luigi Nono, Sylvano Bussotti, Bruno Maderna, Luciano Berio, Boris Porena, Luciano Alberti, Antonio Veretti, Luigi Dallapiccola, Gian Francesco Malipiero promossero iniziative e convegni per cercare il più possibile di educare il pubblico, con l'immissione della musica nelle scuole, con l'uso della televisione (coinvolgendo la RAI), forti della convinzione che la musica facesse parte di un patrimonio comune a tutta la cittadinanza. Nell'ambito di queste iniziative, i convegni tenuti a Fiesole tra il 1966 e il 1969, promossi da Farulli, Mila, Porena, Riccardo Allorto, Goffredo Petrassi,  Andrea Mascagni, Nino Rota, si concentrarono molto sulla componente didattica e partecipativa della cultura musicale, e i loro dibattiti, avallati dall'amministrazione locale comunista (il sindaco di Fiesole era Adriano Latini), portarono al potenziamento della rassegna dell'Estate Fiesolana (attiva dal 1962) e alla fondazione della scuola (nel 1974).

### Il ruolo di Piero Farulli

Piero Farulli con l'Orchestra dei Ragazzi

Musicista di fama internazionale con il Quartetto italiano, Farulli portò la sua esperienza nella Scuola. Rammaricato dal fatto che ai musicisti venisse fornita un'educazione solo tecnica e non culturale, e convinto di dover fornire al pubblico un'esperienza musicale quotidiana, didattica, non basata sui grandi eventi e sui grandi divi, capace di coinvolgere anche e soprattutto bambini e anziani, Farulli fondò la Scuola secondo questi principi. Indignato che per ragioni politiche la Repubblica Italiana non recepisse le novità proposte dai convegni fiesolani (negli anni '70 i governi della Democrazia Cristiana si opposero spesso a iniziative provenienti da comuni amministrati dal Partito Comunista), Farulli formò la Scuola in sinergia con la popolazione fiesolana, con contatti continui con la banda cittadina (nella cui sede la scuola operò fino al 1978), e grazie al coinvolgimento di amici musicisti (negli anni della fondazione Maurizio Pollini donò alla scuola il suo stipendio per i concerti al Maggio Musicale Fiorentino). Insieme a lui operò Adriana Verchiani, indispensabile per abilità strategica e per le funzioni amministrative (fu sovrintendente della fondazione dagli anni '80 al 2012).

### Il principio educativo

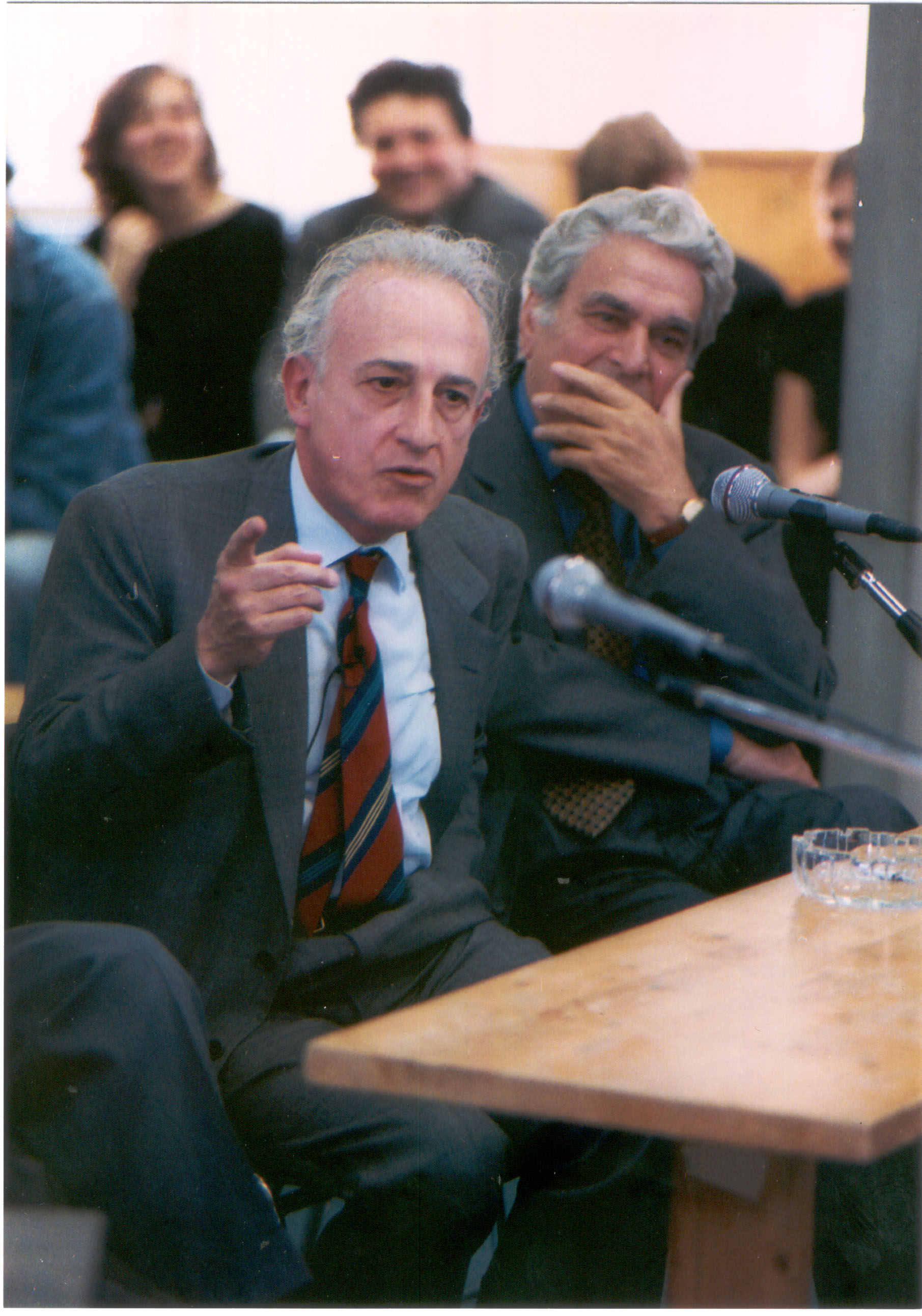
Farulli e Pollini

La Scuola fu tra le prime istituzioni musicali italiane ad attivare corsi per gli adulti e per i bambini al di sotto degli 11 anni (la frequenza era aperta già dai 4 anni grazie ai corsi ludico-corali coordinati da Joan Yakkey), a non sottostimare una formazione musicale non esclusivamente solistica (com'era invece quella conservatoriale di allora), e a considerare la musica parte integrante della cultura tout court, con l'insegnamento di materie disciplinari estetico-letterarie extramusicali da connettere soprattutto con la vita sociale del territorio. La Scuola promosse attività di avvicinamento alla musica senza precedenti in Italia, come le guide all'ascolto (gestite da Antonino Riccardo Luciani dal 1979) e l'Orchestra dei ragazzi. Per Farulli la Scuola di Musica era da assimilare a un luogo aggregativo di coscienze, un'iniziativa socio-culturale ad ampio raggio, che riunisse scopi ricreativi, didattici e artistici. Come oggetto di questo avvicinamento musicale al territorio non venne mai trascurata la musica contemporanea, che venne insegnata e proposta al pubblico nell'ottica modernista italiana alternativa a Darmstadt: già nei primi concerti pubblici della Scuola vennero eseguite musiche di Benjamin Britten e Peter Maxwell Davies, a Sylvano Bussotti e Giacomo Manzoni venne affidata la cattedra di composizione (al primo dal 1979 al 1990, al secondo dal '90 al 2010), Goffredo Petrassi fu per molti anni nel consiglio d'amministrazione, e Luigi Nono fu coinvolto in seminari. L'innovazione fu protagonista anche a livello didattico: fu una delle prime istituzioni italiane a erogare corsi di Didattica Suzuki per violino.

## Espansione

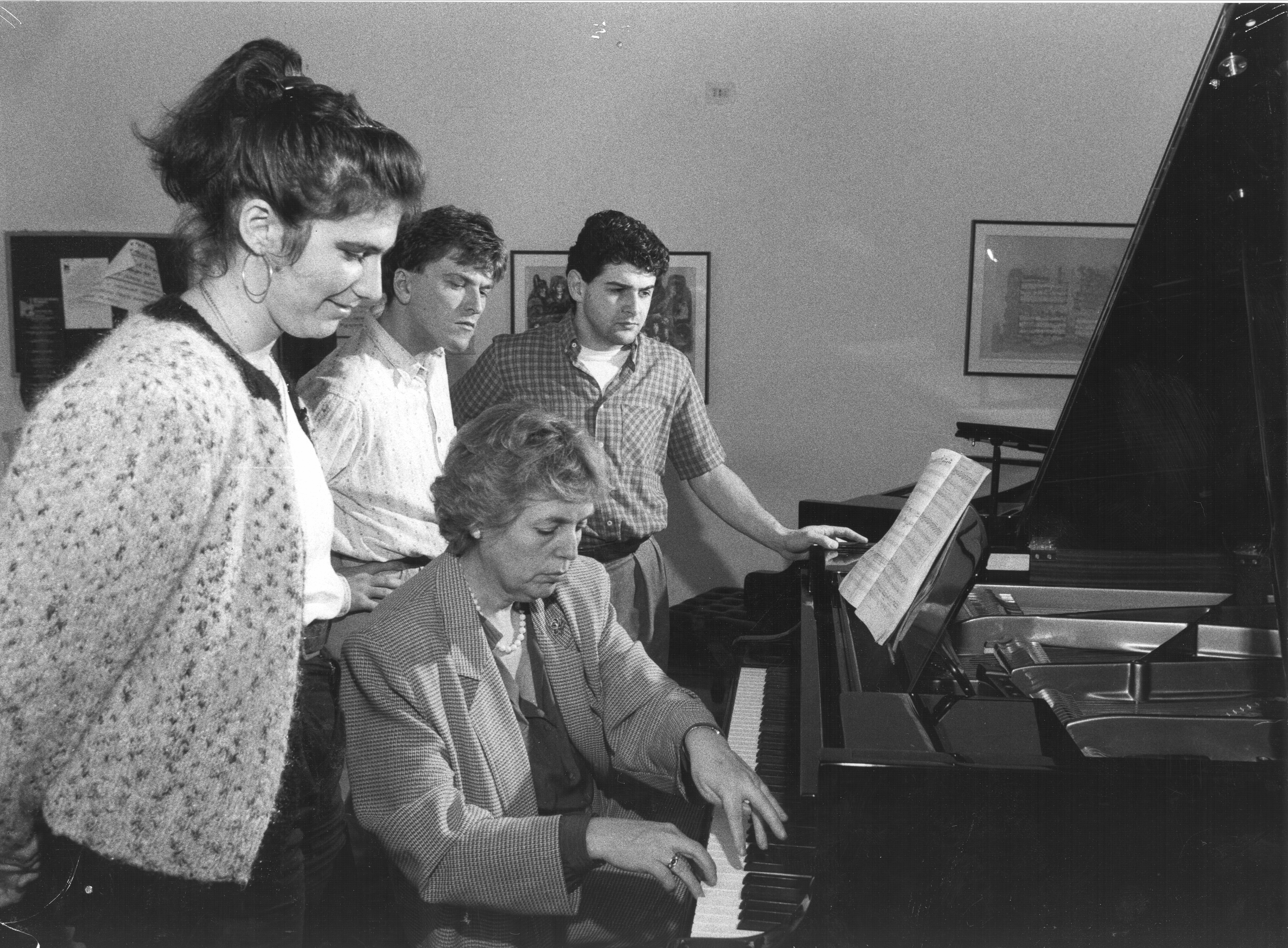
Maria Tipo alla Scuola di Musica di Fiesole

Dal 1976 la Scuola ottenne l'utilizzo, oltre che della sede della banda, anche di locali adiacenti al Teatro Romano, e dal 1978 si trasferì completamente al villino di Villa La Torraccia. Dal 1979 il carattere impetuoso di Farulli portò alla dimissione di alcuni membri del primo nucleo di dirigenti (sostituiti da altre personalità come per esempio Giuliano Toraldo di Francia). Ciò nonostante, nel 1979 si superarono i 400 allievi, e nel 1980 i 500. Dal 1981 si intensificarono i corsi per bambini (ancora affidati a Joan Yakkey), il coro degli adulti (a Elio Lippi), si effettuarono masterclass di musica da camera (lo stesso Farulli diresse corsi di viola) e Bussotti aprì un laboratorio di analisi del teatro musicale. Dal 1981 Franco Ferrara tenne dei corsi di direzione d'orchestra seguitissimi e la Scuola poté usufruire del secondo piano di Villa La Torraccia grazie a una ristrutturazione regionale. Ancora nel 1981 la Scuola vinse il primo Premio Abbiati. Dal 1982 Daniel Chorzempa tenne corsi di clavicembalo, ed Ettore Campogalliani di belcanto. Nel giugno del 1982 Sandro Pertini visitò entusiasta la Scuola, che da allora organizzò una Festa della Musica nel giorno del patrono di Firenze (il 24 giugno), all'interno della quale ancora oggi vengono organizzati numerosi concerti, anche all'aperto nel cortile della Villa, dalla prima mattina alla tarda serata (prima dei tradizionali fuochi d'artificio fiorentini).

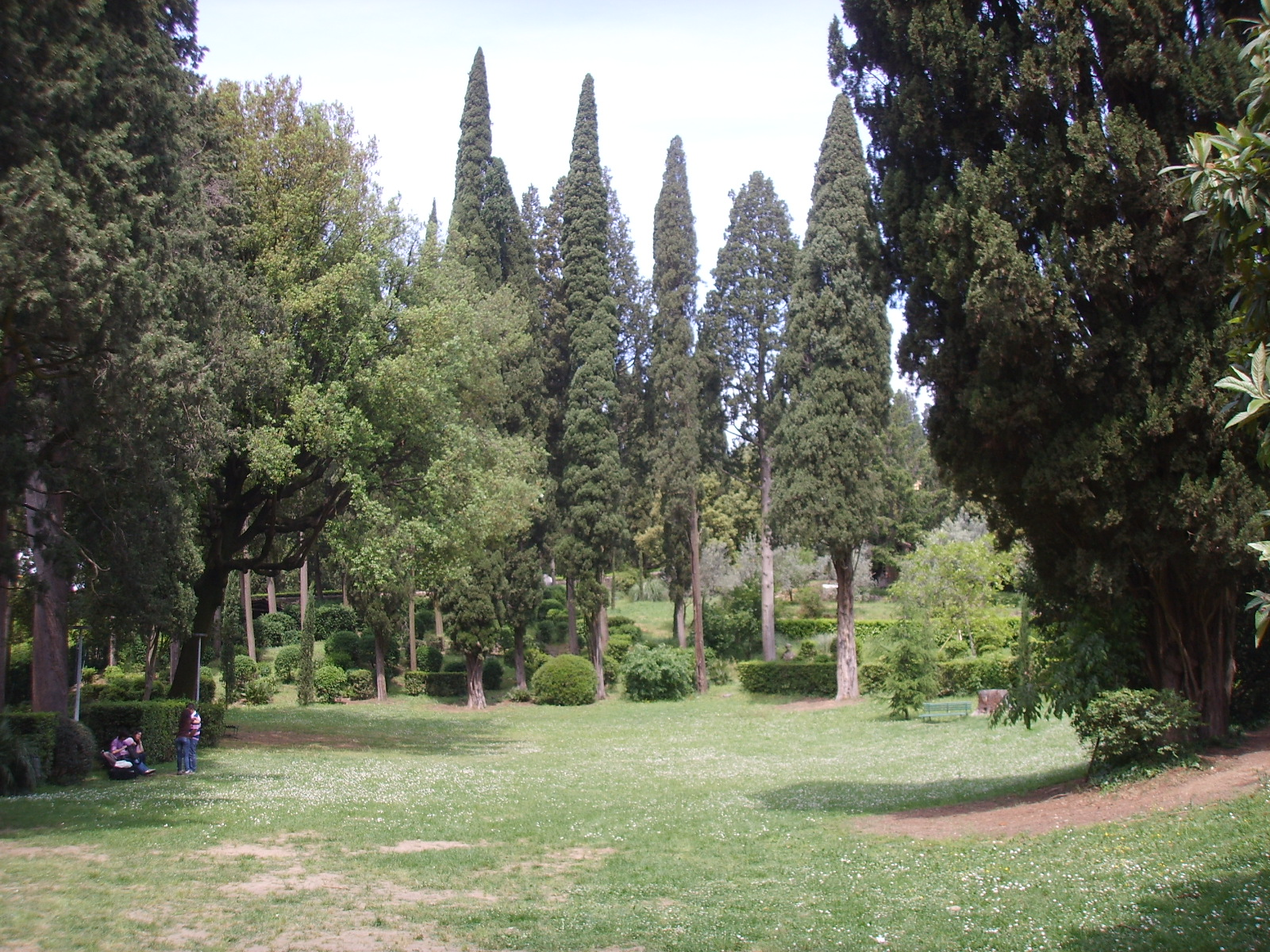
Il parco di Villa La Torraccia, dove si svolgono molti concerti della Festa della Musica

Nel 1983 il coro di voci bianche di Joan Yakkey eseguì la Terza sinfonia di Mahler con Zubin Mehta al Maggio Musicale Fiorentino, inaugurando un sodalizio durato fino al 2014 (quando il Maggio ha istituito un suo proprio coro di voci bianche). Nel 1984 venne fondata l'Orchestra Giovanile Italiana e per il suo decennale la scuola allestì l'opera Talgor, con musiche di Antonino Riccardo Luciani e testo di Toraldo di Francia, che Sylvano Bussotti mise in scena al Teatro Romano di Fiesole (il direttore fu Mauro Ceccanti). Nel 1986 il consiglio di amministrazione, con Toraldo di Francia in prima linea, istituì la Fondazione Scuola di Musica di Fiesole, organismo in grado di gestire l'ormai enorme quantità di allievi e di attività, e si concluse un ulteriore restauro della Villa che rese fruibili altri spazi. Dal 1987 Claudio Desderi divenne docente per diversi workshop operistici, che si concretizzarono nel coinvolgimento degli allievi della scuola nella rappresentazione di diversi spettacoli (la trilogia Mozart/Da Ponte tra il 1988 e il 1990, le opere di Claudio Monteverdi dal 1994, e il Falstaff di Verdi nel 2005). Ancora dal 1987 Maria Tipo accolse l’invito di Farulli ad insegnare nel primo corso di perfezionamento pianistico. Nel 1990 venne fondata l'orchestra da camera «Vincenzo Galilei», formata dagli allievi dei corsi superiori. Nel 1991 è entrato nel consiglio di amministrazione Eugenio Garin. Dal 1992 al 2012 la Scuola è coinvolta nel Premio Vittorio Gui di musica da camera (lo stesso Farulli ne viene nominato direttore artistico). Nel 1992, il Presidente Oscar Luigi Scalfaro visitò la scuola e venne accolto da un concerto dell'Orchestra Giovanile Italiana diretta da Angelo Faja. Dal 1998 al 2002 Carlo Maria Giulini ha tenuto gratuitamente un corso di direzione d'orchestra, ogni volta a non più di quattro allievi residenti in Europa. Nel 2001, il Presidente Carlo Azeglio Ciampi inaugurò l’Auditorium Giuseppe Sinopoli nel parco di Villa La Torraccia, e nel 2005 conferì alla scuola il Premio Nazionale del Presidente della Repubblica. Nel 2002 viene fondata l'Accademia Europea del Quartetto con lo scopo di istruire a livello professionale gruppi cameristici internazionali di recente formazione; per gli allievi dell'Accademia, ogni due anni, viene istituita la competizione Concorso V. E. Rimbotti. All'interno dell'Accademia Europea del Quartetto hanno tenuto masterclass personalità come György Kurtág, Andrea Portera, Hatto Bayerle, Milan Škampa e molti altri. Dal 2021, l'Accademia Europa del Quartetto ha preso il nome di ECMA Sessions - Fiesole (European Chamber Music Academy). Nel 2006 è stata istituita la Camerata Strumentale Fiesolana, specializzata nel repertorio barocco. Nel 2006, la Scuola viene visitata dal Presidente della Repubblica Giorgio Napolitano.

### La direzione artistica dopo Piero Farulli

Luciano Berio e Andrea Lucchesini nel 1994

Nel 2005, Piero Farulli ha chiamato Andrea Lucchesini a ricoprire il ruolo di Vicedirettore Artistico della Scuola e nel 2008 il collegio dei docenti lo ha eletto Direttore Artistico, al momento in cui Piero Farulli è divenuto Presidente onorario dell’istituzione fiesolana.
Lucchesini ha allargato l'offerta didattica per i piccoli, offrendo un approccio alla musica in età neonatale attraverso MusicAmi (un corso che applica il Metodo Gordon), istituendo gli ensemble dei Piccolissimi Musici e ha riorganizzato l'offerta formativa per raccordare i corsi base con il percorso accademico, una volta che la Scuola è stata autorizzata (nel 2013) al rilasci dei diplomi AFAM. Durante la sua direzione (2008-2016) sono stati promossi cicli monografici di studio ed esecuzione dedicati a singoli autori (ConcerTiAmoBeethoven, (2013-2015), Progetto Bach (2016), Incontri sull'opera pianistica di Muzio Clementi); rassegne dedicate agli strumenti poco frequentati come le doppie ance (oboe, corno inglese, fagotto, controfagotto), l'arpa, la viola da gamba e il contrabbasso.
Nel 2013 si è stipulato un accordo triennale con il Mozarteum di Salisburgo, si sono intensificate le collaborazioni con la Fondazione Walton di Ischia, l'Associazione Musicale Lucchese, la Società Umanitaria di Milano, l'Accademia Filarmonica di Bologna, il Centro Studi Ferruccio Busoni di Empoli e il Festival dei Due Mondi di Spoleto. Nel contempo si consolida anche la presenza toscana con un accordo con la Regione Toscana per l'iniziativa Weekend nei luoghi insoliti, che abbina brevi concerti alla visita di luoghi d’arte e di vita civile. 
L’insegnamento collettivo gratuito si nutre dei principi di El Sistema di José Antonio Abreu che la Scuola realizza con l'istituzione, nel 2012, delle formazioni corale e orchestrale nel periferico quartiere fiorentino delle Piagge e la partecipazione attiva nel nascente Sistema italiano delle orchestre e dei cori infantili e giovanili. Si organizzano cicli di film e documentari come Ascoltare per non dimenticare (dedicati a Svjatoslav Richter, Quartetto Italiano, Maurizio Pollini, Claudio Abbado, Maria Tipo, Giuseppe Sinopoli, Riccardo Muti, David Ojstrach, Luciano Berio, e Leonard Bernstein) e le Lezioni di musica (una serie di incontri con gli interpreti al Cenacolo di Santa Croce, che ha visto la partecipazione di Salvatore Accardo, Bruno Canino, Pavel Vernikov, Mario Brunello, Enrico Dindo e Pietro De Maria).
L'Orchestra dei Ragazzi anima Musica d'Estate a Bardonecchia e i Suoni delle Dolomiti, mentre l’Orchestra Giovanile Italiana è complesso in residence presso l'Unione Musicale di Torino nel triennio 2014-2016.
Nel 2012 il corpo docente ha eletto Sovrintendente Lorenzo Cinatti e dal 2016 Alain Meunier è il nuovo Direttore Artistico. La sua gestione si apre con un nuovo spazio didattico dedicato all'improvvisazione e al jazz. Nel 2016-2017 la Scuola è capofila dell'iniziativa Strings City e nel 2018 sigla un accordo con l'Istituto Italiano di Cultura a Tunisi. Inoltre, dal 2017 la Scuola crea e gestisce la Casa della Musica di Arezzo (CaMu).
Nel 2020 viene eletto direttore artistico Alexander Lonquich, pianista e concertista di fama internazionale. Il suo mandato è stato confermato alle elezioni del 2024 per il successivo quadriennio.

## La scuola oggi

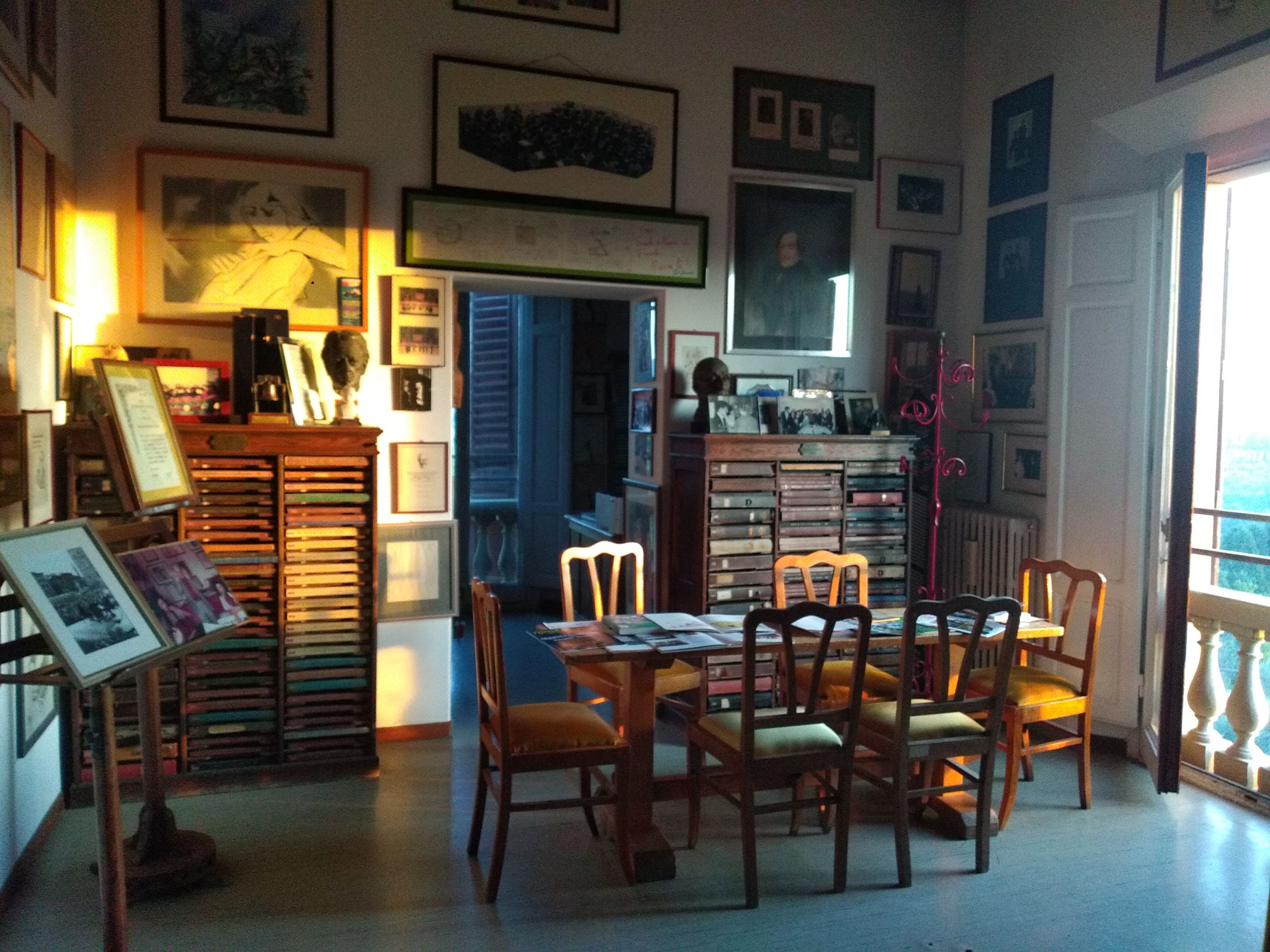
Studio di Piero Farulli a Villa La Torraccia.

Come da progetto originale di Farulli, la Scuola offre un panorama didattico per tutte le età, anche quelle escluse dalla pratica conservatoriale. Vi sono corsi singoli tradizionali per voci, archi, pianoforte, composizione, musicologia, musica da camera. Secondo le idee di Farulli l'educazione musicale doveva essere parte della formazione democratica delle persone, e quindi la Scuola si è strutturata per andare al di là della formazione solistica conservatoriale organizzando la propria didattica dedicando particolare attenzione alla musica d'insieme, mediante la quale si riesce a insegnare, tramite la concordia e l'armonia del gruppo musicale, la concordia e l'armonia tra le persone al di là della musica. Per questa ragione la didattica dei corsi singoli si arricchisce con la partecipazione a vari ensemble, ognuno propedeutico dell'altro e livellato con crescente grado di formazione professionale. A partire dai 4 anni si può entrare nei Micromusici e nei Piccolissimi Musici, mentre per i più grandi c'è l'Orchestra dei ragazzi (dagli 11 anni); da allora l'allievo può unirsi alle altre formazioni, fino all'avviamento al professionismo vero e proprio nell'Orchestra Giovanile Italiana. Seguendo l'idea di far entrare la musica nella formazione culturale di ogni cittadino è stato attivato un progetto per amatori, per tutti coloro che, dagli 11 ai 99 anni, o svolgono altre attività lavorative o non intendono intraprendere una carriera musicale, ma desiderano comunque conoscere la musica e suonare uno strumento. Dal 2013 innumerevoli corsi di strumento sono stati riconosciuti come Corsi Accademici di I livello (triennio) nell’ambito dell'Alta formazione artistica, musicale e coreutica. La scuola offre anche corsi di perfezionamento successivi al diploma: dapprima concentrati soprattutto sulla musica da camera e quartettistica, per via dei trascorsi professionali di Farulli, oggi sono elargiti anche per gli altri strumenti (con attivo anche un corso di jazz), benché il quartetto occupi ancora un posto speciale nella Scuola prima con Accademia Europea del Quartetto oggi grazie all'ECMA - European Chamber Music Academy. L’attività di diffusione dell’educazione musicale di base sul territorio si è intanto ampliata a tre nuclei, con l’aggiunta del Nucleo di Sorgane (2015) e della Big Band dell'Isolotto, mentre il comprensorio delle scuole primarie fiesolane è raggiunto dal progetto vocale CoroInsieme. Nel 2016 la Scuola si è fatta promotrice, insieme alla Fondazione Sequeri Esagramma e alla Fondazione Spazio Reale, di un nuovo progetto educativo, che accoglie alunni con disabilità motorie e intellettive nella In-Orchestra (l'«Orchestra sinfonica inclusiva»), per la quale si usa il metodo didattico Esagramma.

## La biblioteca
Oggi contenente oltre 35.000 titoli, la biblioteca della Scuola di Musica di Fiesole ebbe origine dalla collezione musicale dello stesso Farulli e di persone a lui vicine. Lo scopo scolastico ha portato a successive acquisizioni, dapprima di metodi per strumento e successivamente anche di letteratura musicale più avanzata, per tutti gli strumenti, per ensemble e orchestra. Col  tempo sono pervenute donazioni di musicisti, interpreti, docenti e appassionati che hanno voluto lasciare in eredità agli studenti le proprie collezioni musicali, tra le quali si segnalano i fondi di Antonio Veretti, donato dalla vedova Ines nel 1978, di Franco Floris (nel 1999), di Mario Rossi (nel 2002), e infine, in due lasciti del 2002 e del 2005, Farulli donò altro materiale della sua collezione musicale, ricco di partiture anche rare, per esempio quelle provenienti dall'Unione Sovietica, acquisite durante le tournée del Quartetto Italiano. Da allora sono seguite tutte le altre donazioni, alle quali si sono aggiunte le eredità e gli acquisti del posseduto librario del Centro per la Ricerca e la Sperimentazione della Didattica Musicale (CRSDM), della collezione musicale del Palagio di Parte Guelfa e delle edizioni facsimilari della casa editrice SPES (Studio per edizioni scelte) di Firenze. La biblioteca fa parte del Sistema Documentale dell'Aria Fiorentina (SDIAF) e per la parte libraria aderisce al Sistema Bibliotecario Nazionale (SBN). Inoltre è sede del Centro di Documentazione Musicale della Toscana.

### Elenco dei fondi della biblioteca
- Il fondo Antonio Veretti, acquisito nel 1978 e riunito ufficialmente nella biblioteca nel 1999 (con l'ultimo materiale trasferito nel 2005), dopo varie collocazioni all'interno di Villa La Torraccia: comprende le composizioni di Veretti e la sua biblioteca musicale[40];
- il fondo del pianista Franco Floris, docente del Conservatorio Cherubini, che ha donato le sue musiche (soprattutto letteratura pianistica) nel 1999[41];
- del direttore d'orchestra Mario Rossi, direttore del Maggio Musicale Fiorentino dal 1937 al 1946: fondo arrivato in biblioteca nel 2002, contenente quasi 700 partiture orchestrali[42];
- del violoncellista Dante Serra, acquisito nel 2002, amico di Farulli e docente al Conservatorio Cherubini, contenente musica cameristica soprattutto per archi[47];
- del violoncellista Amedeo Baldovino e della moglie pianista Maureen Jones, docenti della scuola, acquisito nel 2003, contenente molta letteratura violoncellistica e un cospicuo numero di composizioni per pianoforte a quattro mani[48];
- il fondo di Piero Farulli, donato alla biblioteca in due tranches nel 2002 e nel 2005, con quasi 500 titoli[38];
- del critico Claudio Tempo, acquisito nel 2008, contenente 124 titoli di musica contemporanea[49];
- del barone Luigino Franchetti, acquisito nel 2008, contenente più di 400 pezzi, spesso dedicati al pianoforte (solistico e accompagnato), ma anche al coro, con una piccola parte di volumi di teoria musicale[50];
- il fondo Novecento, donato dall'editore Ricordi nel 2008, contenente più di 700 opere, soprattutto della seconda metà del '900[51];
- il fondo del compositore e musicologo Paolo Fragapane, acquisito nel 2008, contenente una cinquantina di musiche soprattutto operistiche, ma anche corali e liederistiche, e alcuni volumi di teoria musicale[52];
- della cantante Laura Nunes Vais Weil, con 150 musiche per strumento a tastiera e canto (solistico e accompagnato)[53];
- del clarinettista Attilio Zambelli, orchestrale del Maggio Musicale Fiorentino dal 1962 al 1994[54][55];
- della jazzista Chiara Capanni[55];
- di Gabrielle Torrigiani Malaspina[55];
- di Giuliana Corsini[55];
- di Livio Negri[55];
- del geologo Livio Trevisan, appassionato violinista[55];
- del soprano Margherite Lavergne Ghedin[55];
- del pianista Massimo Bogianckino[55];
- di Ninetta Parisi Farulli, moglie di Piero[55];
- della ballerina Raimonda Buitoni Orselli[55];
- del critico Sergio Andreoni[55];
- i libri del Centro per la Ricerca e la Sperimentazione della Didattica Musicale (CRSDM)[43][55];
- la collezione musicale del Palagio di Parte Guelfa[55];
- le edizioni facsimilari della casa editrice SPES (Studio per edizioni scelte) di Firenze.[55]
- molta della collezione musicale del baritono Claudio Desderi

## Lista direttori artistici
- Piero Farulli (1974-2008)
- Andrea Lucchesini (2008-2016, vicedirettore dal 2005)
- Alain Meunier (2016-2020)
- Alexander Lonquich (2020- )

## Presidenti della Fondazione
Prima del 1988 era attiva una Libera Associazione Scuola di Musica di Fiesole (presidenti furono Mario Casalini e Giuliano Toraldo di Francia), poi sostituita dalla Fondazione vera e propria, i cui membri provengono dal Comune di Fiesole, dai Ministeri dell'Istruzione e dei Beni Artistici, dalla Città Metropolitana di Firenze, dalla Regione Toscana, dall'Associazione degli Amici della Scuola. Il presidente effettivo è il sindaco di Fiesole, che dà la delega al presidente eletto. Si sono succeduti in questa carica:
- Vittorio Emanuele Rimbotti
- Lucio Lussu
- Paolo Blasi
- Paolo Fresco
- Anna Ravoni[senza fonte]
- Anna Maria Meo (18 luglio 2024 - 6 marzo 2025)[56][57]

## Sovrintendenti della Scuola
- Beppe Manzotti
- Anna Maria Bucciareli
- Adriana Verchiani
- Lorenzo Cinatti (2012 - 2021)[58][59]
- Alessandro De Sanctis (pro tempore 2021 - 2022)[60]
- Claudio Martini (2022 - 2025)[61]
- Anna Maria Meo (dal 24 aprile 2025)[62]

## Premi vinti dalla scuola
- Premio Abbiati, 1981
- Premio Nazionale del Presidente della Repubblica, 2005[63]
- Premio Galileo 2000, 2011 agli ensemble della scuola[64]
- L'Orchestra dei Ragazzi ha vinto il World Orchestra Festival dei Wiener Philharmoniker nel 2016[65]
- Premio Bel San Giovanni, 2017[66]

## Galleria d'immagini

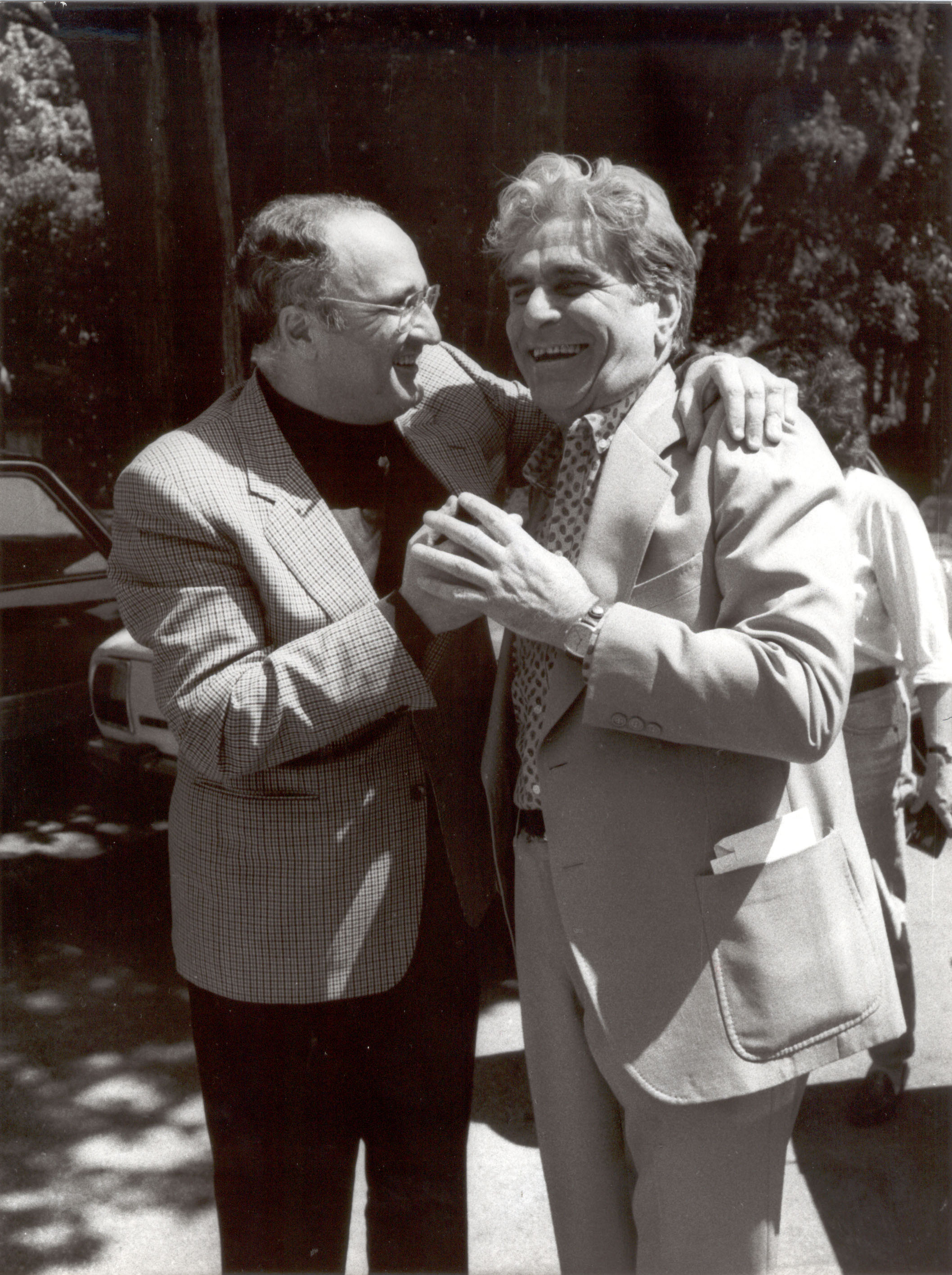
Farulli e Salvatore Accardo
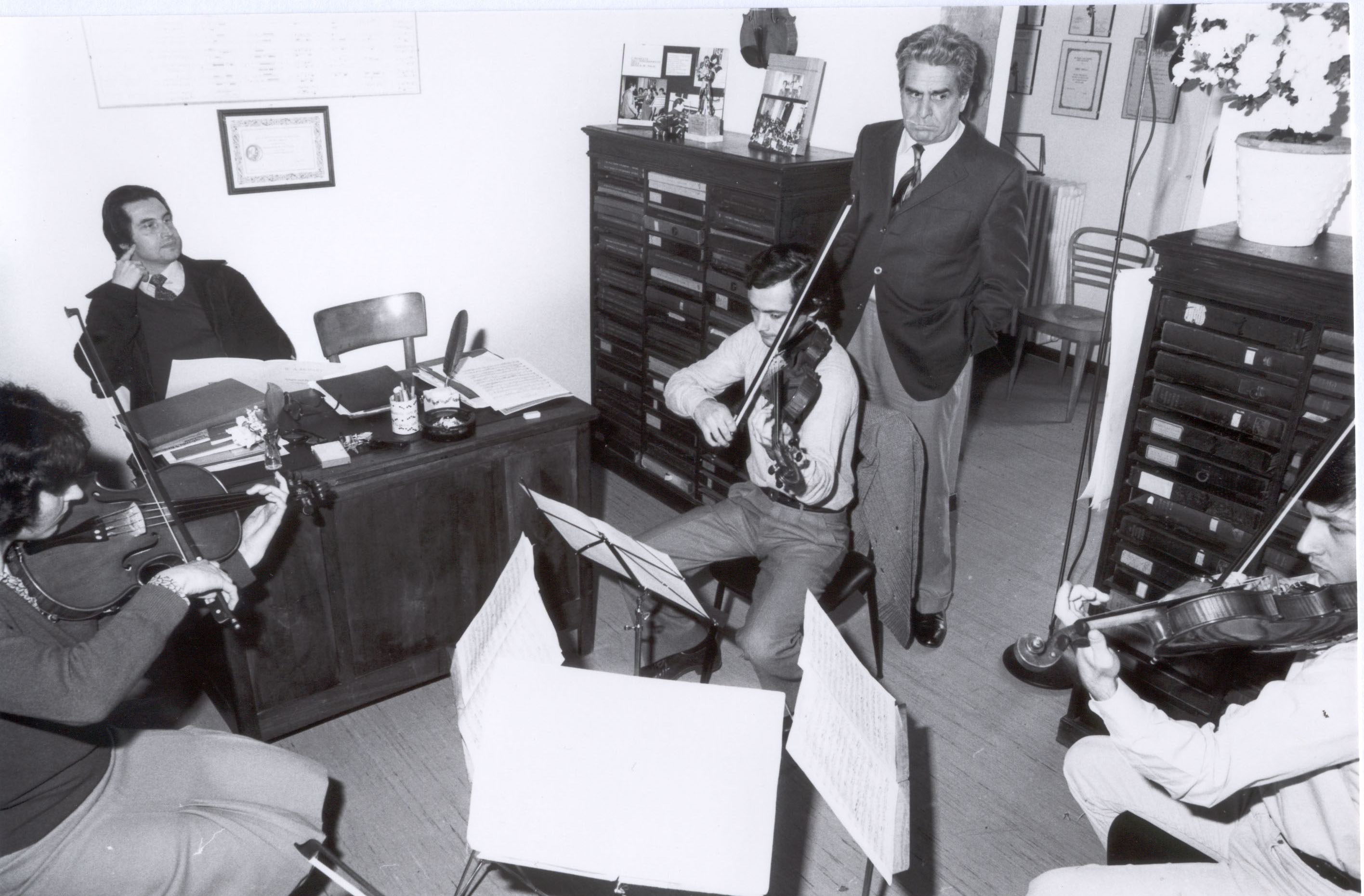
Farulli e Riccardo Muti
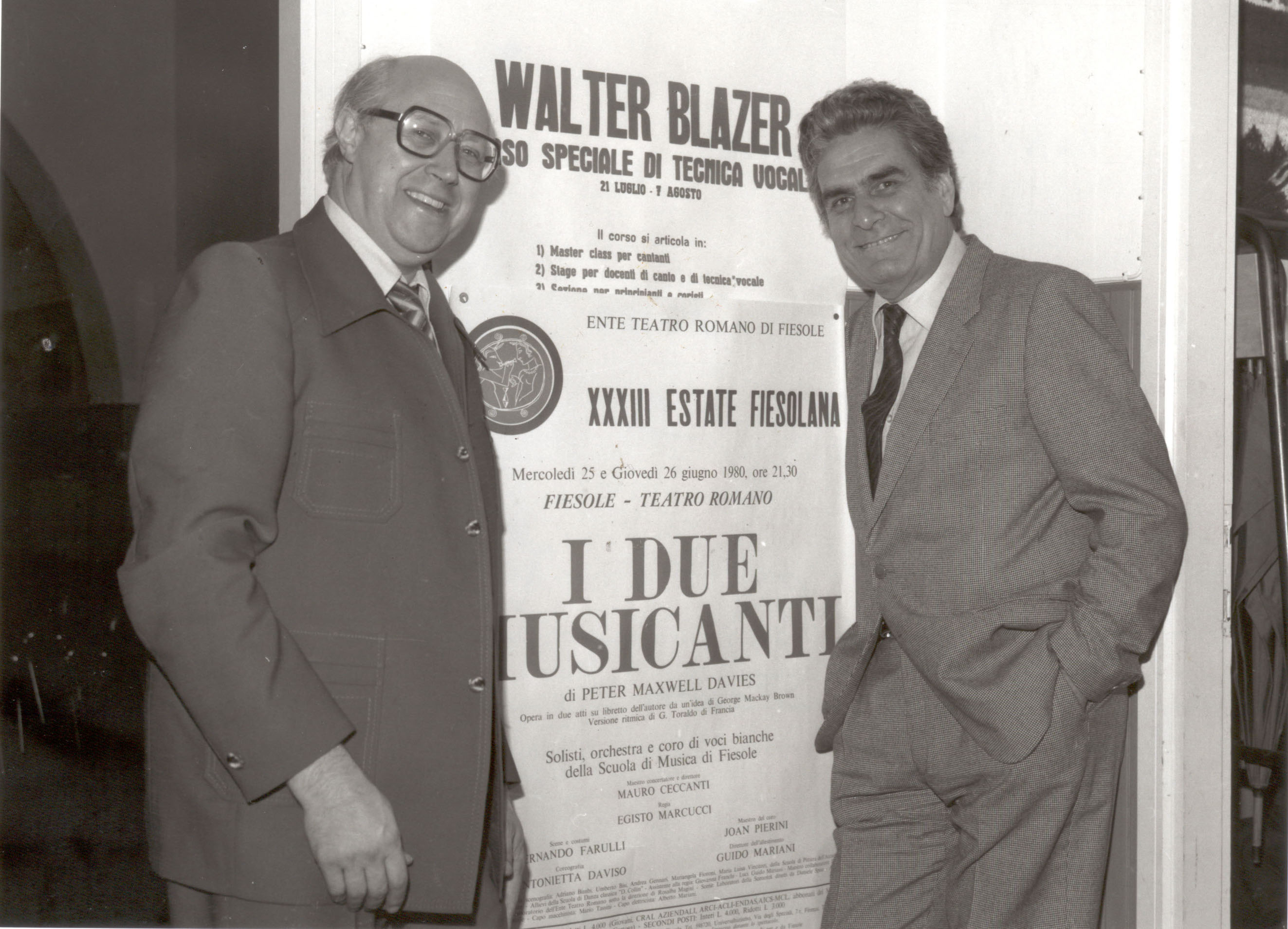
Farulli e Mstislav Rostropovič
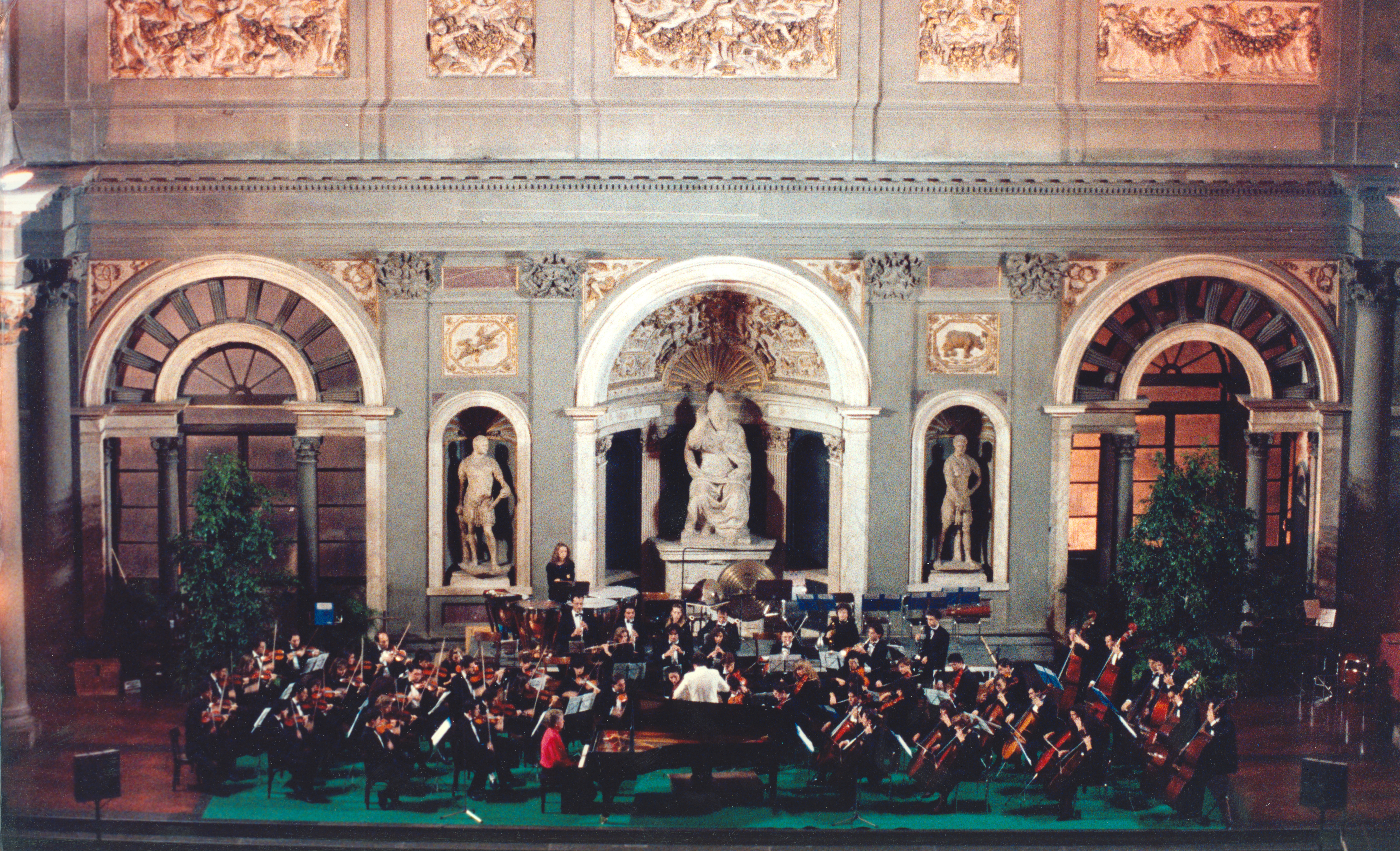
Maria Tipo e György Győriványi Ráth nel Salone dei Cinquecento
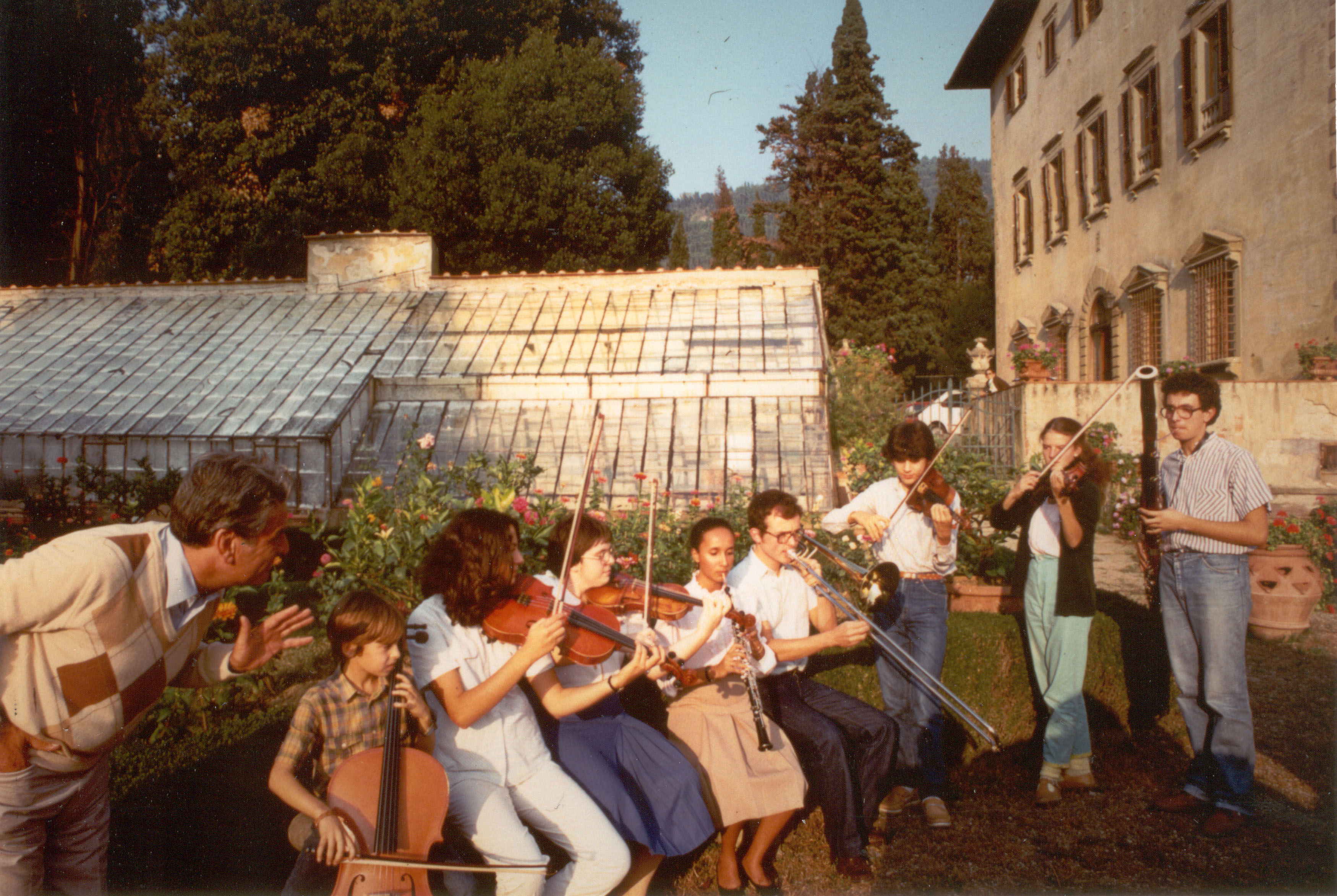
Farulli con gli allievi nel giardino di Villa La Torraccia